# Tibi i Dabo
Tibi i Dabo són dos robots humanoides amb rodes presentats en societat el 21 de maig de 2010 al districte de Gràcia, a Barcelona. Tibi té aparença de dona i és de color blanc i taronja, mentre que Dabo la té d'home i és blanc i blau. Formen part del projecte europeu URUS, de disseny d'una xarxa de robots que puguin interaccionar amb les persones en serveis d'assistència i informació en espais públics. L'Institut de Robòtica i Informàtica Industrial va començar el projecte l'any 2006 amb la idea de millorar la seva arquitectura per mitjà de sensors i sistemes de comunicació.
Porten un sensor GPS al cap. Poden interaccionar amb un cotxe Smart automatitzat, que és capaç de desplaçar-se sense conductor. Els ulls són càmeres estereoscòpiques que detecten elements mòbils superiors. Al pit duen un làser que els serveix per detectar persones, forats i obstacles. La comunicació visual amb les persones la fan a través d'una pantalla que duen a la panxa. Per a guiar-se en desplaçar-se i detectar persones i obstacles tenen dues càmeres a la cintura i un làser arran de terra que fa de sistema d'autolocalització. Actualment Dabo té uns braços mecànics nous amb quatre graus de llibertat de moviment. Ambdós poden detectar on hi ha una persona, anar cap a ella i iniciar una conversa. També poden identificar cares i així identificar persones i diferenciar-les de les altres.
Poden parlar però encara no reconeixen les veus, tot i que ho faran en breu. Una altra millora que s'està introduint és que puguin caminar per una zona densa de gent acompanyant a una persona com ho faria una altra, és a dir sense necessitat que se li hagi de dir on vol anar la persona i sense que xoqui amb altres persones ni amb el mobiliari urbà.

## Etimologia
Sembla que el nom que els han posat està inspirat a l'expressió Tibi Dabo, que prové del llatí "et donaré".